# Неофит (Метаксас)
Митрополит Неофи́т (греч. Μητροπολίτης Νεόφυτος, в миру Нико́лаос Метакса́с, греч. Νικόλαος Μεταξάς; 2 ноября 1762, Афины — 29 декабря 1861, Афины) — епископ Элладской православной церкви, епископ Афин в 1833—1861 — первый митрополит Аттикский.

## Биография
Николаос Метаксас родился в 1762 в Афинах. После блестящей учебы был в 1792 году рукоположён в сан диакона. Он оставался некоторое время в Константинополе около своего дяди Григория (греч. Γρηγόριο) епископа Кесарии (греч. Μητροπολίτη Καισαρείας), а затем вернулся в Афины, где 1803 был рукоположён в сан епископа Талантийского. Осуществлял патриотическую акцию поиска пропавших без вести, которую прервал взрыв революции. В 1821 г. Неофит Метаксас возглавлял восстание в Аталанти (греч. Αταλάντη) — город и муниципалитет, участвовал в Первой национальной ассамблее (национальный конгресс) Греции. 23 мая 1821 Афины присоединились к восстанию греков против турецкого владычества. Во время восстания Неофит Метаксас управлял Афинской митрополией в качестве местоблюстителя кафедры. 24 мая 1825 Афины и большая часть Аттики были вновь оккупированы турецкими войсками. Неофит Метаксас вынужден был вместе со многими жителями Афин перебраться на остров Эгина (греч. ή Αϊγινα), спасаясь от турок.
В силу постановлений так называемого лондонского протокола от 6 июля 1827, в январе 1828 прибыл в качестве правителя в независимую Грецию, избранный народом и одобренный Россией, Англией и Францией, граф Иоанн Каподистрия. Для устройства церковных дел нового государства Каподистрия с согласия всех архиереев учредил духовный совет из трёх членов. Председателем его был избран Неофит Метаксас, епископ Талантийский.
В 1833 Неофит избран епископом Афинским. 
2 сентября 1850 года королевским указом  назначен пожизненным председателем Священного Синода и наречён митрополитом Афинским.
Работал над развитием греческой церкви и её институтов. Опубликовал несколько книг, в том числе о православном исповедании, религиозных художниках и Руководство по семи таинствам Восточной Церкви.
Умер в 1861 в возрасте 99 лет в Афинах и был похоронен по обычаю сидящим на троне. В Афинах есть улица Неофита Метаксаса.